# 惠农站
惠农站，位于中华人民共和国宁夏回族自治区石嘴山市惠农区，是包兰铁路上的火车站，建于1958年，原名石嘴山站，2005年7月1日兰州铁路局管内包兰铁路上的原石嘴山站改为惠农站，原惠农站改为燕子墩站。2013年12月28日新站房启用並开办客运业务，由兰州铁路局银川车务段管辖。
惠农站离包头站409公里，离兰州站570公里，是宁夏境内的重要货运集散地，预计年货物到发量达到820万吨左右，到2020年达到2401万吨。
惠农站新建的客运站房占地面积约2990余平方米，基本站台1个，岛式中间站台1个，新建地道1座。自2013年12月28日起，该站正式开办客运业务。

## 車站周邊
- 石嘴山惠农区淄博工业园区
- 京藏高速公路

## 歷史
- 建于1958年。
- 2004年7月1日，本站由石嘴山站更名为惠农站，原惠农站更名为燕子墩站。[5]
- 2013年12月28日新站房启用並开办客运业务。[6]